# Britwell
Britwell – osada i civil parish w Anglii, w Berkshire, w dystrykcie (unitary authority) Slough. W 2011 civil parish liczyła 5997 mieszkańców.